# Martinet spinicaude
Chaetura spinicaudus
Espèce
Synonymes
- Cypselus spinicaudus Temminck, 1839
(protonyme)

Statut de conservation UICN

 LC  : Préoccupation mineure
Le Martinet spinicaude (Chaetura spinicaudus) ou Martinet à queue pointue, est une espèce d'oiseaux de la famille des Apodidae.

## Répartition

répartition

Cet oiseau peuple notamment le plateau des Guyanes.